# Mongo Santamaría
Mongo Santamaría (Havanna, Kuba, 1917. április 7. – Miami, Florida, 2003. február 1.) az Egyesült Államokban népszerűvé vált afro-cuban könnyűzenei stílus egyik első, jelentős muzsikusa volt. Ütőhangszeresként, zenekarvezetőként és komponistaként is fennmaradt a neve.

## Pályakép
Az 1950-es évektől az Egyesült Államokban élt. Első lemeze 1958-ban jelent meg; összesen közel nyolcvan lemezen szerepel a neve.
Leghíresebb felvétele Herbie Hancock szerzeménye, a Watermelon Man, leghíresebb saját darabja pedig az Afro Blue, amit John Coltrane, Abbey Lincoln, majd Dizzy Gillespie tett híressé.
Híres zenésztársa volt Pérez Prado, Tito Puente, Cal Tjader, Armando Peraza, Chano Pozo, Francisco Aguabella, Julito Collazo, Carlos Vidal Bolado.

## Díjak
- 1977: Dawn –  Best Latin Recording
- 1998: Grammy Hall of Fame

## Lemezeiből
- Tambores y Cantos (1955)
- Mongo (1959)
- Mongo en La Habana (1960)
- Sabroso (1960)
- Mongo's Way (1971)
- Up from the Roots (1972)
- Amanecer (1977; Grammy-díjas)
- Red Hot (1979)
- Summertime (1981)
- Mambo Mongo (1993)
- Mongo Returns (1995)
- Conga Blue (1995)
- Come on Home (1997)